# Sistar
A Sistar (hangul: 씨스타, ssiszutha) dél-koreai lányegyüttes, amelyet 2010-ben hozott létre a Starship Entertainment. Nevük a sister (lánytestvér) és a star (csillag) szavakból álló szóösszevonás. A csapat tagjai Hjorin, Bora, Szoju és Daszom. 2017-ben feloszlottak.

## Történet

### 2010: debütálás előtti időszak, Push Push, Shady Girl, How Dare You

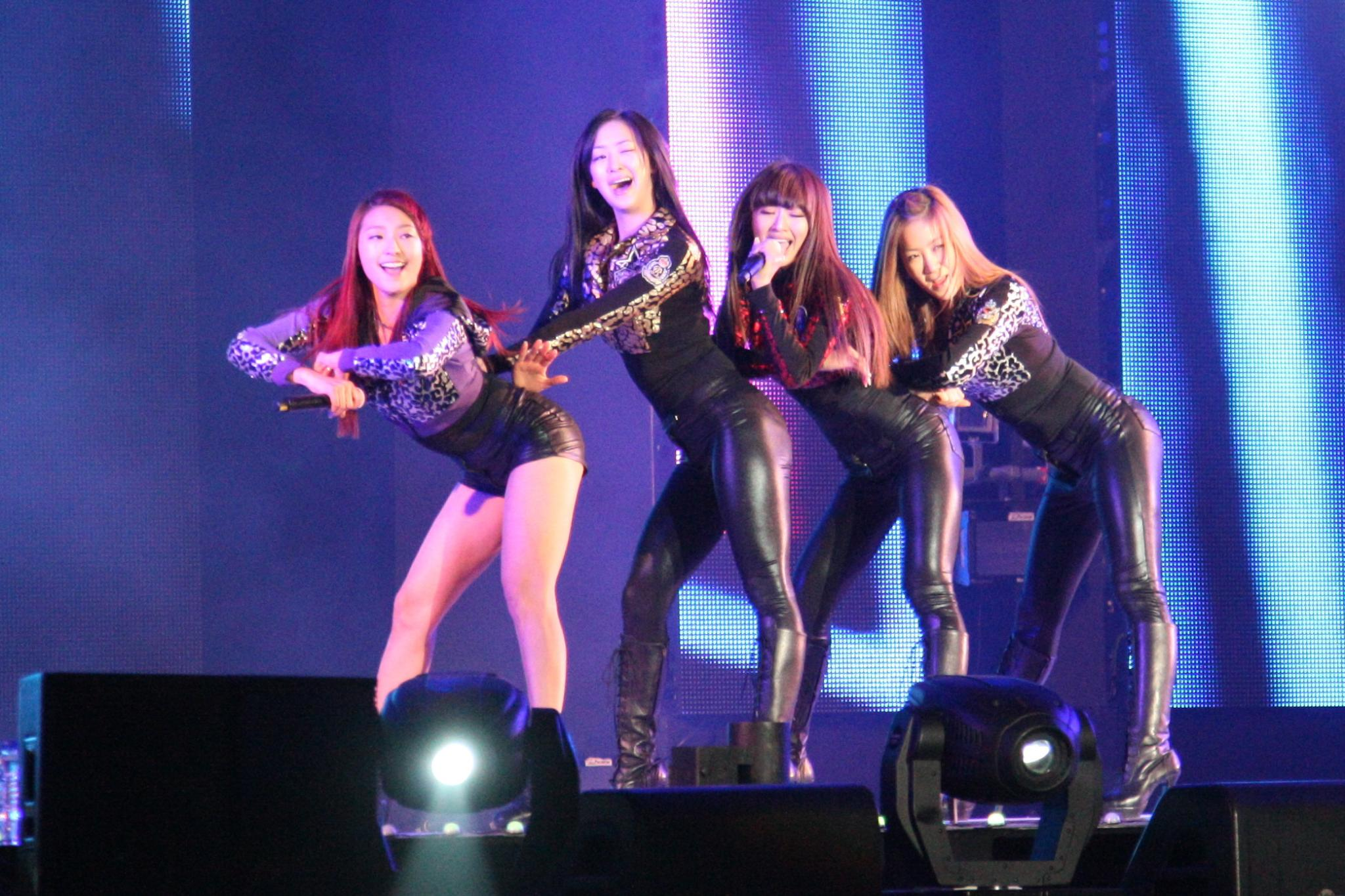
Sistar a Cyworl Fesztiválon

A Sistar 2010-ben kezdte meg tevékenységét reklámokkal, még az első számuk megjelenése előtt. Közreműködtek a Samsung "Yepp" promóciójában, Csang Gunszokkal.
2010 június 4-én debütált a lánycsapat a 2010-es Music Bank című műsorban. Június 3-án megjelent a teljes első kislemez, a Push, Push. A dal mérsékelt sikereket aratott.
A csapat 2010. augusztus 25-én adta ki második kislemezét, a Shady Girlt. A videóklip 24-én jelent meg. A videóban megjelenik a Super Junior egyik tagja, Hicshol is. Ez a kislemez nagyobb sikereket ért el, mint az előző. Szeptember 14-én a Sistart Japánba hívták, hogy a Hallyu Music Festival rendezvényen lépjenek fel.
A csapat megjelentette harmadik lemezét is How Dare You címmel novemberben. A videóklip november 23-án jelent meg. A lemez eredetileg az utána következő napon jelent volna meg, azonban a Dél- és Észak-Korea közötti konfliktus miatt elhalasztották. Végül december 2-án adták ki. A How Dare You hozta meg számukra a sikert. Első helyen végzett olyan lejátszási listákon, mint a MelOn, Mnet, Soribada, Bugs, Monkey3, és a Daum Music.

### 2011: Sistar19 és So Cool

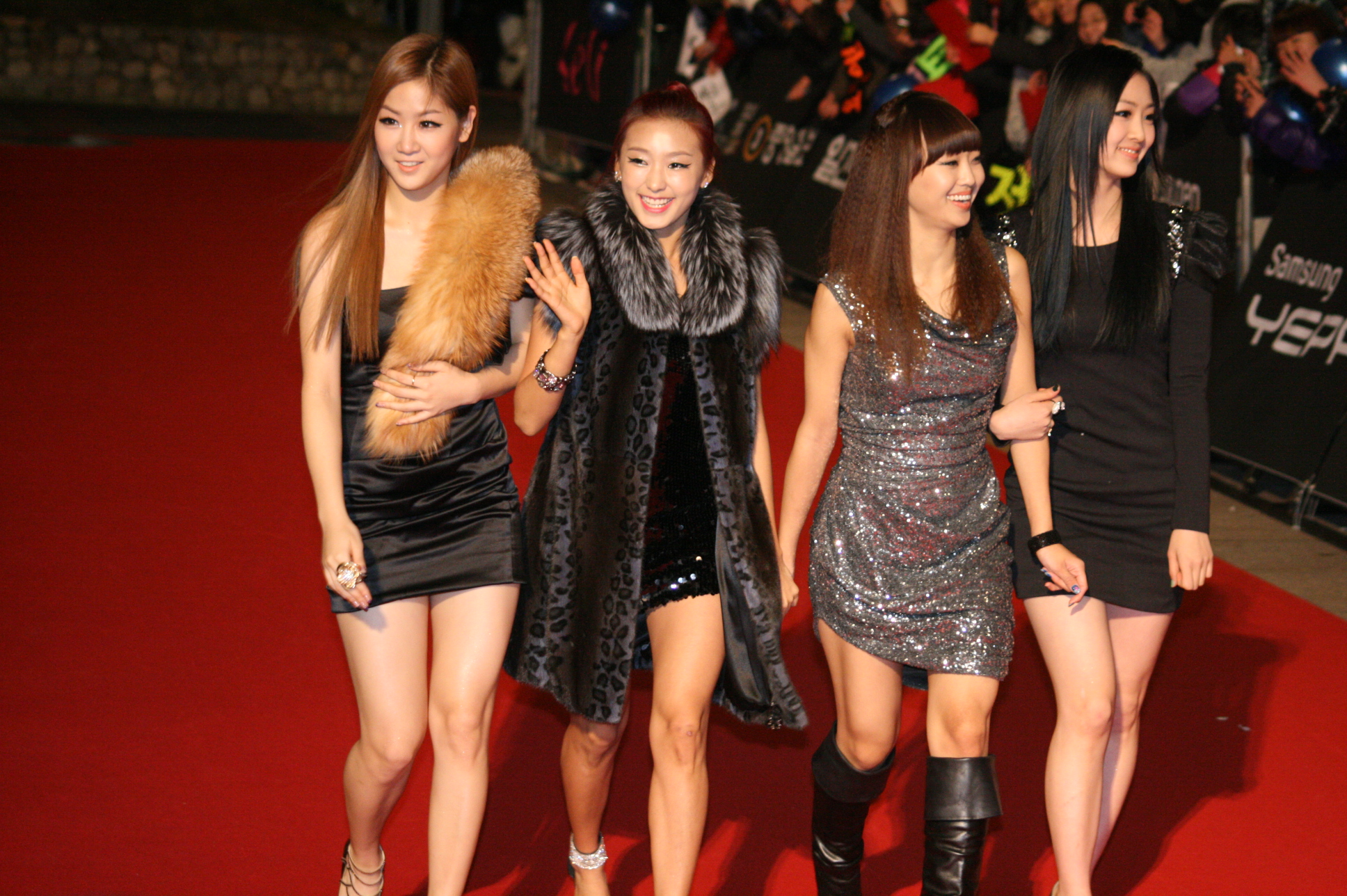
Sistar a 2010-es Golden Disk Díjátadón

A Sistar19 a Sistar alformációjaként jött létre 2011-ben, Hjorin és Bora részvételével. 2011. május 3-án debütáltak a Ma Boy című dallal. Ezt megelőzően egy fotósorozatot adtak ki róluk, így a rajongók bepillantást kaphattak a "Sistar19" felállásáról.
Július 31-én jelentették be, hogy a Sistar visszatér első albumukkal augusztus 9-én a So Coollal. Ezzel együtt azt nyilatkozták, hogy Szoju 8 kilótól szabadult meg az új album kiadására. A Billboard K-POP Top 100 listáján 2011. augusztus 25-én első helyet szereztek a címadó dalukkal. Szeptember 11-én megnyerték az első Mutizen-díjukat.

### 2011: Alone & Loving U, növekvő népszerűség
Márciusban Szoju jelentette be Twitteren, 8 hónappal a So Cool megjelenése után, hogy visszatérnek. A Starship képviselői annyit tettek hozzá, hogy „nagyon különböző lesz, mint az eddigiek”. Augusztusban jelentették be, hogy 41 országban fogják sugározni a visszatérő fellépésüket. Április 14-én jelent meg új minialbumuk, az Alone.
Június 28-án jelent meg a Loving U klipje, melyet Hawaiin vettek fel.

### 2013: Sistar19 visszatérése,Give It To Me

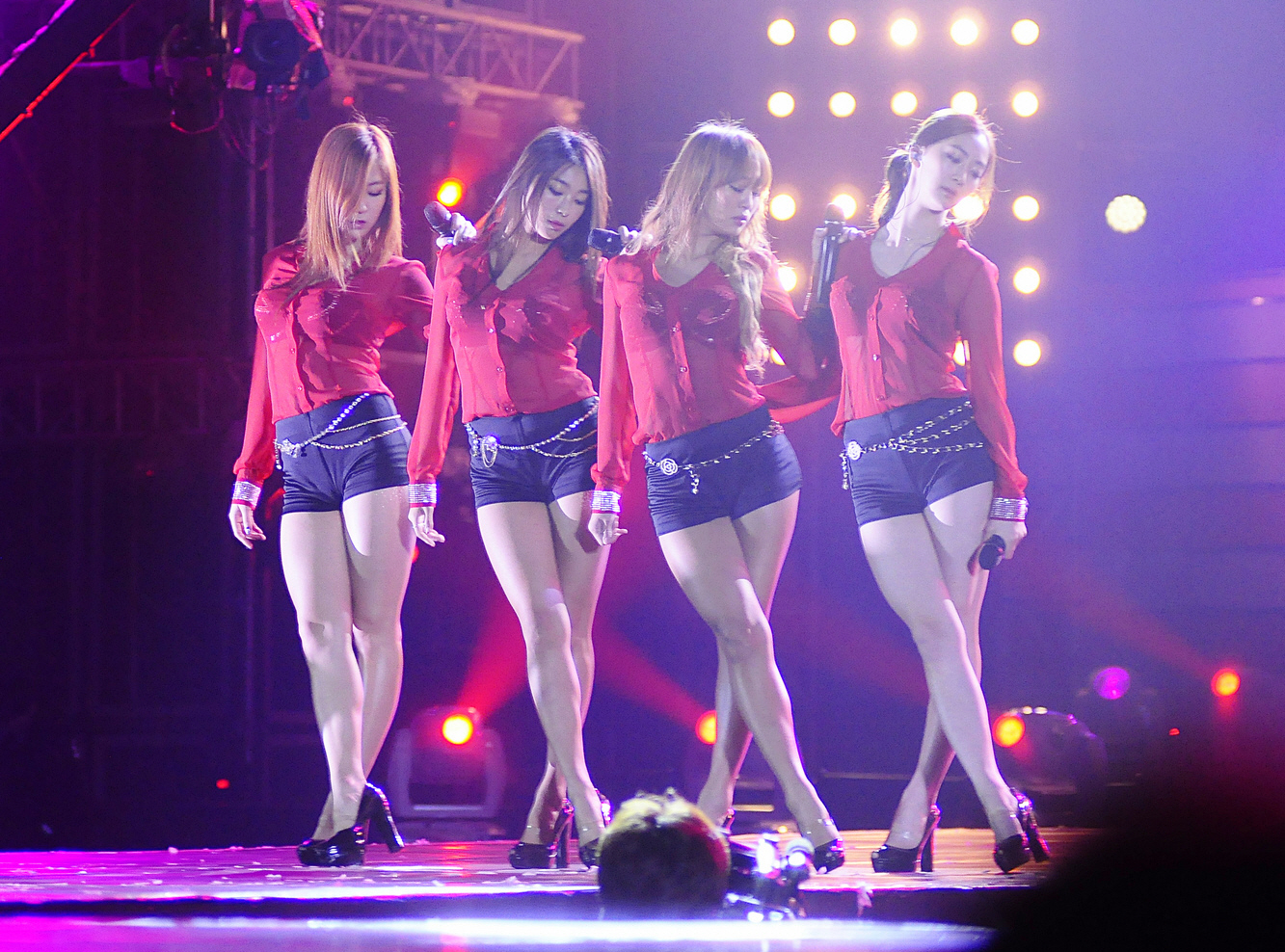
Sistar Vietnamban

2012 decemberében Hjorin a „A Walk with the Stars”-ban utalt arra, hogy készülnek a visszatérésre. December 24-én megjelent a hír, mi szerint a Sistar19 felkészült a visszatérésre jövő év elején, januárban.
Január 23-án megjelentek az első előzetesek.
A Sistar19 első stúdióalbuma 2013. január 30-án jött ki, a címadó dal videóklipjével együtt, melynek címe Gone Not Around Any Longer. A dal rögtön a slágerlisták élére került, két hétig vezette például a Melon listáját. Február 21-én a Sistar vezetője, Hjorin kijelentette, hogy készülnek a Sistar második stúdióalbumára, a Sistar19 promóciója után.
Az album kiadása előtt a lányok az Ocean World vízi vidámparkot népszerűsítették. Június 3-án Starship Entertainment hivatalos Twitter fiókján kiadott egy teaser képet Boráról. A kép alá azt írták, hogy ez lesz a második teljes album, mely Give It To Me címmel fog megjelenni június 11-én. Június 5-én megerősítve ezt, kiadtak mind a 4 tagról egy-egy teaser képet, melyhez annyit fűztek hozzá, hogy az album koncepciója a Moulen Rouge lesz.

### 2013: Hjorin szóló debütálása
A Starship Entertainment úgy döntött, hogy a lányok kapnak egy kis szünetet a „Give It To Me”  promóciója után. Ennek ellenére, már előre bejelentette a kiadó, hogy Hjorin a pihenés után szólóelőadóként fog debütálni.
A Starship Entertainment hivatalos youtube csatornáján 2013. 11. 20-án jelent meg az első teaser videó a Lonely című számról, 25-én pedig a teljes változat volt már látható, valamint a videóklippel együtt a LOVE&HATE album is megjelent. A második teaser videó, ami a One way Love számához készült, 2013. 11. 21-én adták ki, a videóklippet pedig 26-án. Az album 10 számot tartalmaz, amit a Brave Brothers, Duble Sidekick és Kim Dohon szereztek. Hjorin az albumon olyan énekesekkel énekel, mint Mad Clown, Dok2 és Zico a Block B együttesből.

## Tagok
| Művésznév | Művésznév | Születési név | Születési név | Születési dátum | Pozíció                      |
| Magyaros  | Hangul    | Magyaros      | Hangul        | Születési dátum | Pozíció                      |
| --------- | --------- | ------------- | ------------- | --------------- | ---------------------------- |
| Bora      | 보라      | Jun Bora      | 윤보라        | 1989. 12. 30.   | rapper, vokál                |
| Hjorin    | 효린      | Kim Hjodzsong | 김효정        | 1990. 12. 11.   | vezető, fővokál, csapat arca |
| Szoju     | 소유      | Kang Dzsihjon | 강지현        | 1992. 02. 12.   | vezérvokál                   |
| Daszom    | 다솜      | Kim Daszom    | 김다솜        | 1993. 05. 06.   | vokál, mangne                |

## Diszkográfia
Stúdióalbumok
- 2011: So Cool
- 2013: Give it to me

Minialbumok
- 2012: Alone
- 2012: Loving U

Kislemezek
- 2010: Push Push
- 2010: Shady Girl
- 2010: How Dare You

## Koncertek
- 2012: Femme Fatale
- 2013: Élő koncert: S

## Filmográfia

### Televízió
| Év   | Show                          | Tag(ok)                       | Notes                                                                                             | Rész(ek)      |
| ---- | ----------------------------- | ----------------------------- | ------------------------------------------------------------------------------------------------- | ------------- |
| 2011 | Immortal Song 2               | Hjorin                        | Szerződtetett tag 25 részen keresztül, majd visszatér egy "King of Kings" különleges adás erejéig | ep 1–15 & 25  |
| 2011 | Sistar & LeeTeuk's Hello Baby | Hjorin, Bora, Szoju és Daszom | Egy 15 hónapos kisfiú, Kim Gjomin nevelése                                                        |               |
| 2011 | Invincible Youth              | Bora                          | G8 tag                                                                                            |               |
| 2012 | Dream High 2                  | Hjorin                        | Hjorin a HerShe vezetőjét alakította                                                              |               |
| 2012 | Running Man                   | Hjorin, Bora, Daszom, Szoju   |                                                                                                   | 75 & 95 & 162 |
| 2012 | Shut Up Family                | Daszom                        | Szerep: U Dajun                                                                                   |               |
| 2012 | 1 Night 2 Days                | Bora                          | 2. évad 19. rész, az első női vendég a 2. évadban                                                 |               |
| 2012 | Immortal Song 2               | Hjorin                        | King of Kings Különleges adás                                                                     | 71 & 72       |
| 2013 | Shinhwa Broadcast             | Hjorin, Bora, Szoju és Daszom | I Love You More Studio különleges adás                                                            | 45 & 46       |

### Fellépések
| Dátum               | Fellépés neve                                                | Helyszín                           |
| 2010. augusztus 29. | Y-STAR LIVE POWER                                            |                                    |
| 2011. augusztus 23. | K-POP Girls in Love in Power LIVE in HK 2011                 | Hongkong                           |
| 2011. február 11.   | HP ENVY                                                      | Szöul                              |
| 2011. április 17.   | MBC Korean Music Wave in Bangkok 2011                        | Thaiföld                           |
| 2011. augusztus 13. | Kpop in Incheon 2011                                         | Incshon                            |
| 2011. augusztus 20. | K-POP in Japan                                               | Japán                              |
| 2011. október 22.   | K-POP in New York                                            | New York                           |
| 2011. október 28.   | 2011 K-POP SUPER CONCERT                                     | Dél-Korea                          |
| 2011. november 12.  | K-POP Music Festival in Sydney                               | Sydney                             |
| 2011. november 20.  | K-Friends 2011 Taipei                                        | Tajvan                             |
| 2012. február 8.    | Music Bank in Paris                                          | Párizs                             |
| 2012. április 6.    | Music Bank in Vietnam                                        | Vietnám                            |
| 2012. április 7.    | MBC Korean Music Wave in Bangkok 2012                        | Thaiföld                           |
| 2012. április 26.   | M!CountDown Hello-Japan                                      | Japán                              |
| 2012. május 12.     | Dream Concert 2012                                           | Szöul                              |
| 2012. május 21.     | MBC Korean Music Wave in Google                              | Kaliforniam Shoreline Amphitheatre |
| 2012. augusztus 1.  | SBS Super Concert                                            | Kaliforniam Irvine                 |
| 2012. október 4.    | One Asia Tour 2012 M! Countdown Smile – Thailand             | Thaiföld                           |
| 2012. október 20.   | Love Concert in Kobe                                         | Japán                              |
| 2012. november 10   | K-Pop Super Concert in America                               | Irvine                             |
| 2012. december 8.   | Ride-ing Concert                                             |                                    |
| 2012. december 12.  | STAYG4 GMARKET CONCERT                                       | Szöul                              |
| 2013. január 31.    | Television Broadcasts (TVB) Golden Viva Spectacular in Korea | Szöuli Egyetem                     |
| 2013. március 9.    | Music Bank in Jakarta                                        | Indonézia                          |
| 2013. március 30.   | SISTAR & TAHITI Concert in Cambodia                          | Kambodzsa                          |
| 2013. április 24.   | M! Countdown Hello Taiwan                                    | Tajvan                             |
| 2013. május 23–24.  | KPOP Dream Live Concert LIVE in Malaysia 2013                | Malajzia                           |

## Közreműködések
A 2012-es listán, hogy mely együttesnek volt a legtöbb CF-je az évben, Sistar a 3. helyen végzett. A tagok modellek voltak 14 különböző terméknek, beleértve a kozmetikai termékeket, autókat.
| Év   | Reklám                 | Tagok    | Megjegyzés       |
| ---- | ---------------------- | -------- | ---------------- |
| 2010 | Plastic Island         | Mindenki | 2013-ig          |
| 2010 | Samsung YEPP           | Mindenki | Csang Gunszokkal |
| 2010 | Chrono's Sword         | Mindenki |                  |
| 2010 | Samsung Galaxy Tab     | Mindenki |                  |
| 2011 | Dizzle Game            | Mindenki |                  |
| 2011 | Puma                   | Mindenki | [ 31 ]           |
| 2011 | Banila Co              | Hjorin   | [ 32 ]           |
| 2012 | CLRIDE.N               | Mindenki | [ 33 ]           |
| 2012 | Hyundai Veloster Turbo | Mindenki |                  |
| 2012 | Solar C                | Mindenki | [ 34 ]           |
| 2012 | Pelicana Chicken       | Mindenki |                  |
| 2012 | Holika Holika          | Mindenki | Csong Iruval     |
| 2012 | Samsung Galaxy S III   | Mindenki | [ 36 ]           |
| 2012 | Lotte Liquor           | Hjorin   | 2013-ig          |
| 2012 | Haemoramin             | Bora     |                  |
| 2012 | Mirror War             | Mindenki |                  |
| 2012 | Korando C              | Mindenki | [ 38 ]           |
| 2012 | Let's Be Cafe          | Mindenki |                  |
| 2012 | Snickers               | Mindenki | [ 39 ]           |
| 2013 | Nepa Isenberg          | Mindenki | Szo Ingukkal     |
| 2013 | Ottogi                 | Mindenki |                  |
| 2013 | Ocean World            | Mindenki | [ 40 ]           |
| 2013 | White Milk             | Mindenki | [ 41 ]           |
| 2013 | 11st                   | Mindenki | [ 42 ]           |

## Fordítás
- Ez a szócikk részben vagy egészben  a   Sistar című angol Wikipédia-szócikk fordításán alapul.  Az eredeti cikk szerkesztőit annak laptörténete sorolja fel. Ez a jelzés csupán a megfogalmazás eredetét és a szerzői jogokat jelzi, nem szolgál a cikkben szereplő információk forrásmegjelöléseként.